# Pareurystheus anamae
Pareurystheus anamae is een vlokreeftensoort uit de familie van de Corophiidae. De wetenschappelijke naam van de soort is voor het eerst geldig gepubliceerd in 1952 door Gurjanova.